# Ángela Tesada
Ángela Tesada (Montevideo,  1882 - 1932) fue una actriz de teatro uruguaya.

## Trayectoria profesional
Muy joven viajó a la Argentina y a fines de julio de 1898 debutó en la ciudad de Córdoba con una compañía española en cuyo repertorio había dramones de Sardou, Dumas, Echegaray y similares, encabezada por Andrés Cordero y Soledad Pestalardo. En 1904 integró como damita joven la compañía encabezada por Angelina Pagano en la que ésta y Orfilia Rico eran primeras figuras. La obra era La pobre gente del dramaturgo Florencio Sánchez y se dio en el Teatro San Martín. Al año siguiente actúa en el Teatro de la Comedia integrando la compañía de Jerónimo Podestá en la obra Locos de verano de Gregorio de Laferrère y una versión teatral de la novela Amalia, de José Mármol. En 1906 hace El tío de Laferrère, un monólogo escrito especialmente para ella. 
Enrique Arellano y su mujer, Lina Estévez, que eran figuras principales de ese elenco se desvinculan de Podestá y, con Ángela, salen de gira por Salta y Tucumán. En el transcurso de esa gira-y por razones imaginables- el rubro pasa a ser compañía Arellano-Tesada y, más adelante, Tesada-Arellano. En 1909 encabezó junto a Arellano el elenco que el Teatro Marconi estrenó la obra del dramaturgo uruguayo Ernesto Herrera titulada El estanque. Durante 1909 y 1910 se presentan, entre otros lugares, en Bahía Blanca, Tucumán y  Montevideo y pasan a llamarse Compañía Dramática Rioplatense. En ella que figuran otras parejas legendarias del teatro como Camila y Héctor Quiroga, Matilde Rivera y Enrique de Rosas y en 1915 representan en Brasil Los mirasoles, de Julio Sánchez Gardel, y M'hijo el dotor, de Florencio Sánchez. En 1916 Ángela Tesada fue convocada por quien posiblemente fuera el actor más famoso de su tiempo en Argentina, Pablo Podestá, para encabezar con él un elenco en el Teatro Nuevo con un repertorio en el que se encontraban La fuerza ciega, de Vicente Martínez Cuitiño y Amor que miente, de Belisario Roldán. En 1919, reunida nuevamente con Arellano estrenan en el Teatro Mayo, El vértigo, de Armando Discepolo y, el 26 de septiembre, Papá Batista de Carlos de Paoli con un elenco en el que figuraban, entre otros, Miguel Gómez Bao y Pablo Acchiardi. Al año siguiente presentan en el Teatro Apolo La loba, de Francisco Defilippis Novoa, donde debuta su esposa, la joven actriz Gloria Ferrandiz. Ese año en el Teatro Urquiza de Montevideo representa Dios te salve del uruguayo José Pedro Bellán y hace una gira por el interior de Uruguay. En 1921, en el Apolo dan, Las sacrificadas, de Horacio Quiroga. Al año siguiente la Compañía de Dramas y Comedias Ángela Tesada representó Tu cuna fue un conventillo de Alberto Vacarezza y La fiesta del hombre, de Martínez Cuitiño. En 1924 Tesada actuó en el filme sin sonido El último centauro. La epopeya del gaucho Juan Moreira. En 1931 la actriz estrenó en el Teatro Boedo la primera obra de su autoría, en un acto, La mala pasión, interpretada por Rosario Serrano y Vicente Sabato.
Ángela  Tesada se había casado a los quince años de edad con un actor del elenco de Angelina Pagano, al parecer para cumplir su sueño de ser actriz, y  bien pronto se divorció. Era una mujer de fuerte personalidad que desafía a las convenciones de la época: es la primera mujer en fumar en público  y la única mujer del grupo de artistas –bohemios que entre 1906 y 1916 se reunía en el Café de los Inmortales. Vicente Martínez Cuitiño dice en sus memorias que a ella "le agrada leer, estudiar, discutir, soñar, fumar". La revista Martín Fierro, le dedicó en 1925 uno de los malignos Epitafios que con su característica agresividad, publicaba en vida de las víctimas: "En un fumadero de opio/ la Tesada fue a acabar/ su anhelo de disfrutar/ y hacer de goces acopio./ Fue igual que Sarah Bernhardt (mirada con microscopio)". Una  calle de Montevideo se denomina “Actriz Ángela Tesada“ en su homenaje.

## Filmografía
Actriz
- El último centauro. La epopeya del gaucho Juan Moreira  (1924)